# Prêmio MTV Movie de Melhor Atuação Assustada
O Prêmio MTV Movie de Melhor Atuação Assustada (no original, em inglês: MTV Movie Award for Best Frightened Performance) é uma das categorias que compõem o MTV Movie. O prêmio foi concedido pela primeira vez em 2005 (sob o título MTV Movie Award for Best Scared-As-Shit Performance) e apresentado até 2006. Em 2010, voltou a ser concedido, tendo sido renomeado para Best Frightened Performance (Melhor Atuação Assustada). O prêmio não foi apresentado em 2012. No ano seguinte, foi retomado seu nome original, Best Scared-As-Shit Performance. Em 2018, foi novamente renomeado para Best Frightened Performance. Até 2025, houve doze vencedores do prêmio, dos quais nove foram mulheres e três homens. As atrizes Dakota Fanning, Jessica Chastain e Victoria Pedretti detêm a distinção de serem as únicas pessoas a ter mais de uma indicação na categoria, tendo Fanning ganhado o prêmio inaugural em 2005.

## Vencedores e nomeados
| Ano  | Vencedor(a)/Filme                                    | Nomeados | Ref.          |
| ---- | ---------------------------------------------------- | --- | ------------- |
| 2005 | Dakota Fanning – Hide and Seek                       | - Cary Elwes – Saw - Sarah Michelle Gellar – The Grudge - Mýa – Cursed - Jennifer Tilly – Seed of Chucky                                                                                 | [ 1 ]         |

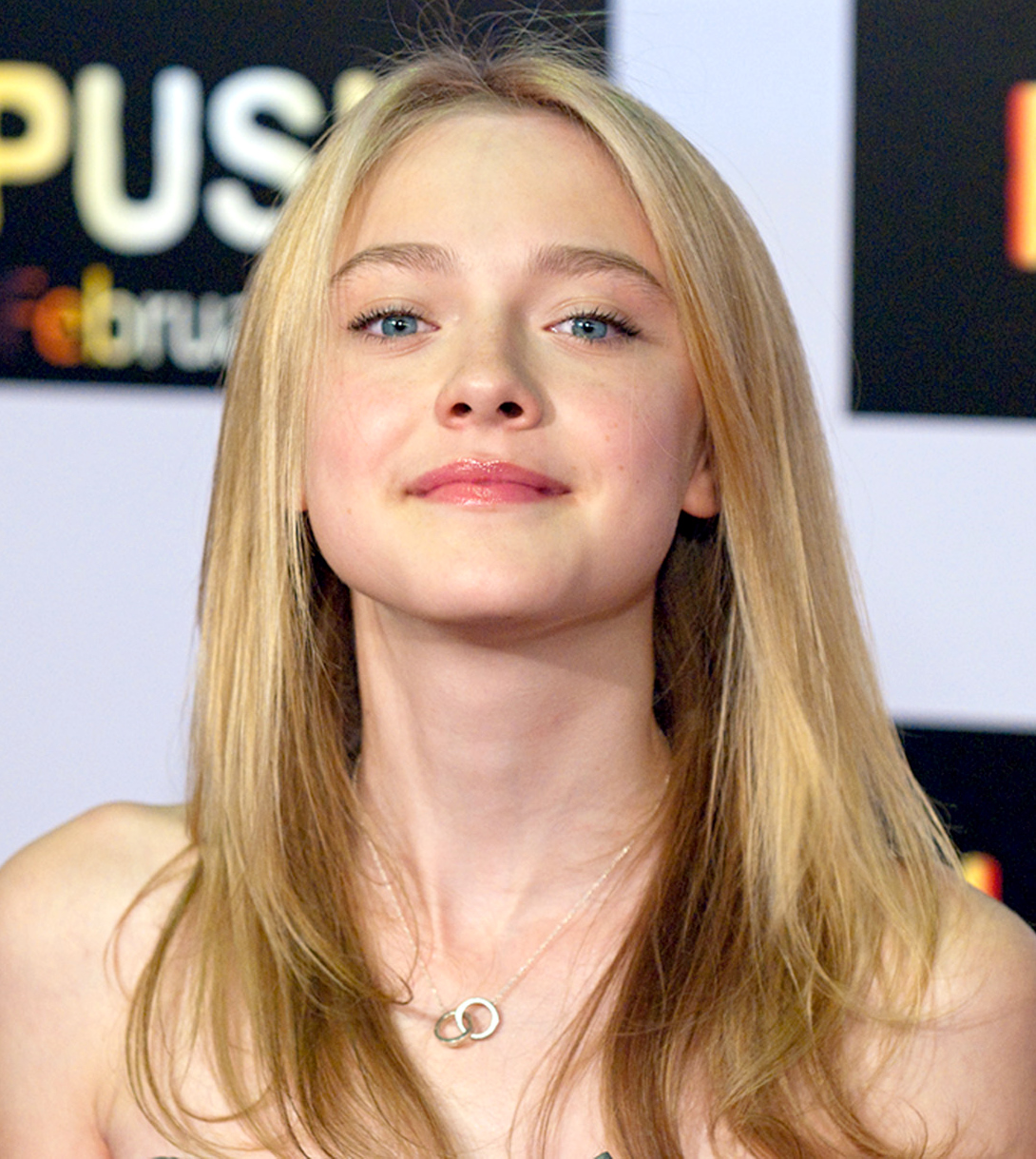
Dakota Fanning, a primeira vencedora do prêmio

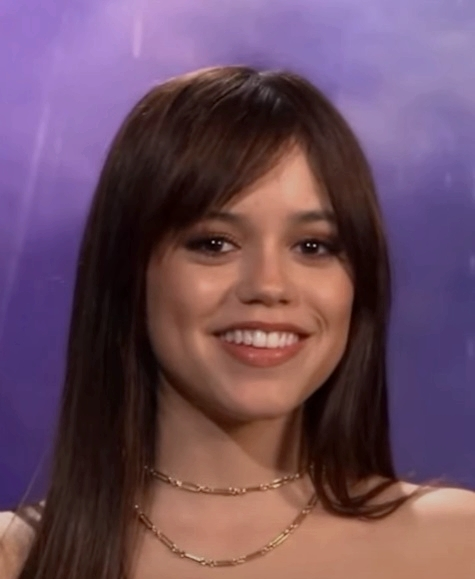
Jenna Ortega, a vencedora de 2022.

| 2006 | Jennifer Carpenter – The Exorcism of Emily Rose      | - Dakota Fanning – War of the Worlds - Paris Hilton – House of Wax - Rachel Nichols – The Amityville Horror - Derek Richardson – Hostel                                                  | [ 2 ]         |
| 2010 | Amanda Seyfried – Jennifer's Body                    | - Sharlto Copley – District 9 - Jesse Eisenberg – Zombieland - Katie Featherston – Paranormal Activity - Alison Lohman – Drag Me to Hell                                                 | [ 3 ]         |
| 2011 | Elliot Page – Inception                              | - Ashley Bell – The Last Exorcism - Minka Kelly – The Roommate - Ryan Reynolds – Buried - Jessica Szohr – Piranha 3D                                                                     | [ 4 ]         |
| 2013 | Suraj Sharma – Life of Pi                            | - Alexandra Daddario – Texas Chainsaw 3D - Jennifer Lawrence – House at the End of the Street - Jessica Chastain – Zero Dark Thirty - Martin Freeman – The Hobbit: An Unexpected Journey | [ 5 ]         |
| 2014 | Brad Pitt – World War Z                              | - Ethan Hawke – The Purge - Jessica Chastain – Mama - Rose Byrne – Insidious: Chapter 2 - Vera Farmiga – The Conjuring                                                                   | [ 6 ]         |
| 2015 | Jennifer Lopez – The Boy Next Door                   | - Annabelle Wallis – Annabelle - Dylan O'Brien – The Maze Runner - Rosamund Pike – Gone Girl - Zach Gilford – The Purge: Anarchy                                                         | [ 7 ]         |
| 2018 | Noah Schnapp – Stranger Things                       | - Talitha Bateman – Annabelle: Creation - Emily Blunt – A Quiet Place - Sophia Lillis – It - Cristin Milioti – Black Mirror                                                              | [ 8 ] [ 9 ]   |
| 2019 | Sandra Bullock – Bird Box                            | - Alex Wolff – Hereditary - Linda Cardellini – The Curse of La Llorona - Rhian Rees – Halloween - Victoria Pedretti – The Haunting of Hill House                                         | [ 10 ] [ 11 ] |
| 2020 | Premiação cancelada em razão da Pandemia de COVID-19 | Premiação cancelada em razão da Pandemia de COVID-19 | [ 12 ]        |
| 2021 | Victoria Pedretti – The Haunting of Bly Manor        | - Elisabeth Moss – The Invisible Man - Simona Brown – Behind Her Eyes - Jurnee Smollett – Lovecraft Country - Vince Vaughn – Freaky                                                      | [ 13 ]        |
| 2022 | Jenna Ortega – Scream                                | - Kyle Richards – Halloween Kills - Mia Goth – X - Millicent Simmonds – A Quiet Place Part II - Sadie Sink – Fear Street Part Two: 1978                                                  | [ 14 ]        |
| 2023 | Jennifer Coolidge – The White Lotus                  | - Justin Long – Barbarian - Sosie Bacon – Smile - Rachel Sennott – Bodies Bodies Bodies - Jesse Tyler Ferguson – Cocaine Bear                                                            | [ 15 ]        |